# Parti communiste des Pays-Bas
Pour les articles homonymes, voir CPN.
Le Parti communiste des Pays-Bas (en néerlandais : Communistische Partij Nederland, CPN) est un ancien parti politique néerlandais.

## Histoire
Le Parti est créé en 1909 sous le nom de Parti social-démocrate (Sociaal-Democratische Partij, SDP), par des militants du Parti social-démocrate des ouvriers qui s'étaient rassemblés autour du journal De Tribune (d'où leur appellation de « tribunistes »). Le SDP est mené par David Wijnkoop et Herman Gorter.
Le Sociaal-Democratische Partij s'oppose à la Première Guerre mondiale, puis en 1918 se renomme Parti communiste de Hollande. Le Parti adhère à l'Internationale communiste après sa création en 1919.
Les partisans du communisme de conseils quittent le Parti en 1920, certains créant en 1921 le Parti communiste ouvrier des Pays-Bas.
Le Parti est interdit en 1940 par l'envahisseur nazi, et poursuit ses activités clandestinement en participant à la Résistance intérieure. 
Il est notamment à l'origine de la grève de février 1941 pour protester contre les rafles de Juifs par l'occupant nazi. 
Le CPN a fusionné avec le Parti socialiste pacifiste, le Parti politique des radicaux et le Parti populaire évangélique en 1989-1990 au sein de la Gauche verte. 

## Résultats électoraux

### Seconde chambre

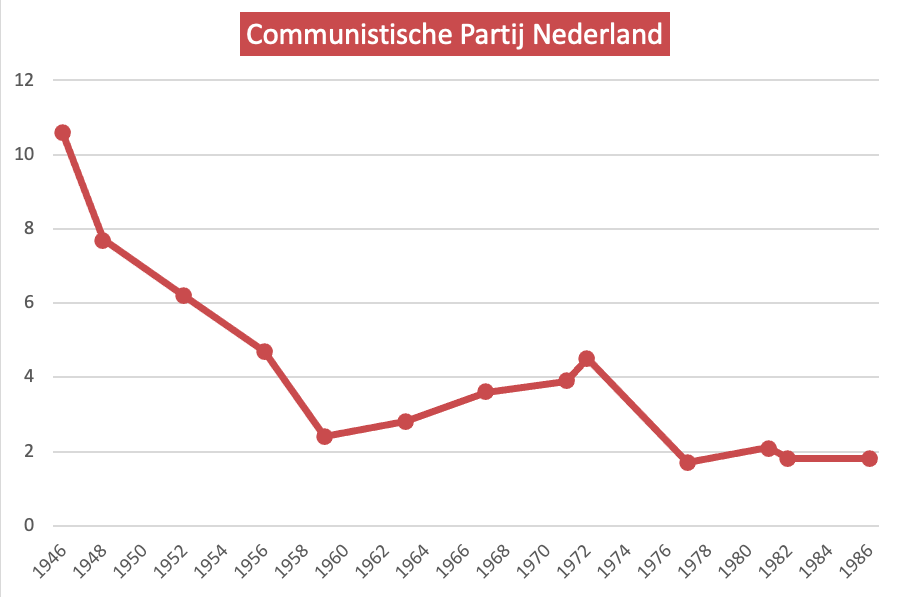
Evolution des résultats électoraux du CPN à la Seconde Chambre.

| Année | Voix      | %    | Sièges   | Rang | Gouvernement        |
| ----- | --------- | ---- | -------- | ---- | ------------------- |
| 1946  | 502 963   | 10,6 | 10 / 100 | 4e   | Opposition          |
| 1948  | 382 001   | 7,7  | 8 / 100  | 6e   | Opposition          |
| 1952  | 328 621   | 6,2  | 6 / 100  | 6e   | Opposition          |
| 1956  | 272 054   | 4,7  | 7 / 150  | 6e   | Opposition          |
| 1959  | 144 542   | 2,4  | 3 / 150  | 6e   | Opposition          |
| 1963  | 1 995 352 | 2,8  | 4 / 150  | 7e   | Opposition          |
| 1967  | 248 318   | 3,6  | 5 / 150  | 8e   | Opposition          |
| 1971  | 246 569   | 3,9  | 6 / 150  | 8e   | Opposition          |
| 1972  | 330 398   | 4,5  | 7 / 150  | 7e   | Opposition          |
| 1977  | 143 481   | 1,7  | 2 / 150  | 6e   | Opposition          |
| 1981  | 178 292   | 2,1  | 3 / 150  | 6e   | Opposition          |
| 1982  | 147 753   | 1,8  | 3 / 150  | 7e   | Opposition          |
| 1986  | 147 510   | 1,8  | 0 / 150  | 10e  | Extra-parlementaire |

### Parlement européen
| Année | Voix  | Mandats | Rang | Groupe |
| ----- | ----- | ------- | ---- | ------ |
| 1979  | 1,7 % | 0 / 25  | 6e   |        |
| 1984  | 5,6 % | 1 / 25  | 4e   | ARC    |
| 1989  | 7,0 % | 1 / 25  | 4e   | Verts  |